# Engeglass
Engeglass war ein brasilianischer Hersteller von Automobilen.

## Unternehmensgeschichte
Das Unternehmen aus Rio de Janeiro stellte Mitte der 1990er Jahre Automobile her. Der Markenname lautete Quênia. Eine staatliche Quelle kennt Fahrzeuge der Baujahre 1994 bis 1996.

## Fahrzeuge
Das einzige Modell Safari war ein Mehrzweckfahrzeug mit einer Ähnlichkeit zu Modellen von Jeep und Gurgel. Auf ein Fahrgestell von Volkswagen do Brasil wurde eine zweitürige Karosserie aus Fiberglas montiert. Zunächst war es ein offenes Fahrzeug mit einer Überrollvorrichtung hinter den vorderen Sitzen. Später war ein Hardtop aus Fiberglas erhältlich. An der Fahrzeugfront war ein falscher Kühlergrill. Ein luftgekühlter Vierzylinder-Boxermotor im Heck trieb die Hinterräder an.